# Musikjahr 1619
Liste der Musikjahre

◄◄ | ◄ | 1615 | 1616 | 1617 | 1618 | Musikjahr 1619 | 1620 | 1621 | 1622 | 1623 | ► | ►►

Weitere Ereignisse
Dieser Artikel behandelt das Musikjahr 1619.

## Ereignisse
- 11. Februar: Uraufführung der Komödie La fiera von Francesca Caccini zusammen mit Marco da Gagliano auf ein Libretto von Buonarroti d. J. in Florenz.
- 01. Juni: Der deutsche Barockkomponist Heinrich Schütz, seit Beginn des Jahres Hofkapellmeister am Hof des Kurfürsten Johann Georg I. in Dresden als Nachfolger von Rogier Michael, veröffentlicht am Tag seiner Hochzeit die Psalmen Davids, in denen er die bei Giovanni Gabrieli gelernte venezianische Mehrchörigkeit adaptiert.
- Costanzo Antegnati, der 1605 einen Schlaganfall erlitt, der ihm keine weitere körperliche Arbeit mehr erlaubte, muss im Jahr 1619 wegen der fortschreitenden Lähmung seine Stelle als Domorganist in Brescia aufgeben.
- William Brade wirkt von 1618 bis 1619 in Halle und von 1619 bis 1620 in Güstrow.
- Juan Bautista Comes nimmt 1619 ein Angebot aus Madrid an und wirkt dort bis 1629 als zweiter Hofkapellmeister.
- Wojciech Długoraj veröffentlicht 1619 in Leipzig die Tabulatura Długoraj, die eine Fuge, eine Phantasie, zwei Villanellen und zwei Chorea polonica enthalten. Diese Werke weisen ihn als Komponisten und Virtuosen von Rang aus.
- Giovanni Battista Grillo erhält im Dezember 1619 den prestigereichen Posten des ersten Organisten an San Marco in Venedig, bei einem Jahresgehalt von 120 Dukaten.
- Heinrich Schütz wird 1619 Hofkapellmeister am Hof des Kurfürsten Johann Georg I. in Dresden, als Nachfolger von Rogier Michael. Er heiratet am 1. Juni Magdalena, die Tochter des Hofbeamten Christian Wildeck, des „Churfürstlich Sächsischen Land- und Tranck-Steuer-Buchhalters“.

## Instrumental- und Vokalmusik (Auswahl)
- Paolo Agostini – Salmi della Madonna, Magnificat a 3. voci, hinno Ave Maris Stella, antifone a una 2. & 3. voci, et motetti tutti concertati..., erstes Buch, Rom: Luca Antonio Soldi
- Gregorio Allegri – zweites Buch der Concertini zu zwei, drei und vier Stimmen, Rom: Luca Antonio Soldi
- Giovanni Francesco Anerio
  - Teatro armonico spirituale di madrigali, Rom: Giovanni Battista Robletti (Sammlung von Oratorien)
  - La bella Clori armonica, Rom: Luca Antonio Soldi (Sammlung von Arien, Canzonettas und Madrigalen)
  - Ghirlanda di sacre rose, Rom: Luca Antonio Soldi (Sammlung von Motetten zu fünf Stimmen)
- Costanzo Antegnati – vier vierstimmige Instrumentalkanzonen
- Adriano Banchieri – Sacra armonia zu vier Stimmen, op. 41, Venedig: Gardano
- Stefano Bernardi – Il terzo libro de madrigali, Venedig
- Valerio Bona – Otto ordini di letanie della Madonna che si cantano ogni sabbato nella Santa Casa di Loreto für zwei Chöre, Venedig: Giacomo Vincenti
- Antonio Brunelli – 3 Requiem-Messen zu vier und sieben Stimmen, op. 14, Venedig: Giacomo Vincenti (enthält auch Improperia zu sechs Stimmen und ein Miserere zu vier Stimmen)
- Sulpitia Cesis – Motetti Spirituale zu acht Stimmen, Modena: Giuliano Cassiani
- Antonio Cifra
  - erstes Buch der Messen, Rom: Luca Antonio Soldi
  - Motecta ex sacris cantionibus zu zwei, drei und vier Stimmen, Rom: Luca Antonio Soldi
  - erstes und zweites Buch der Ricercari e canzoni franzese, Rom: Luca Antonio Soldi
- Christoph Demantius
  - Triades Sionae für fünf, sechs, sieben und acht Stimmen, Freiberg: Melchior Hoffmann
  - Epithalamion zu sechs Stimmen, Freiberg: Georg Hoffmann (für die Hochzeit von Augustus Pragern und Martha Lincken)
  - Der Herrlichste Brautschmuck zu acht Stimmen, Freiberg: Georg Hoffmann (Epithalamium auf den Text des Kapitels Vier des Hoheliedes)
  - Manet immutabile fatum zu acht Stimmen, Freiberg: Georg Hoffmann (Epithalamium)
  - Saccharatum conjugiale zu acht Stimmen, Freiberg: Georg Hoffmann (Epithalamium auf den Text des Kapitels 26 des Buches Sirach)
- Wojciech Długoraj – Tabulatura Długoraj, Leipzig
- Melchior Franck
  - Spanneues lustiges Quodlibet zu vier Stimmen, Coburg: Kaspar Bertsch (Sammlung von Quodlibets)
  - Neues Hochzeitgesang Auß dem 5. Capitel der Sprüche Salomonis zu fünf Stimmen, Coburg: Andreas Forckel (Hochzeitsmotette)
  - Newes HochzeitGesang Auß den schönen Trostreichen Worten Ose 2. Ich wil mich mit dir verloben in Ewigkeit zu fün Stimmen, Coburg: Kaspar Bertsch (Hochzeitsmotette)
  - Neues Grabgesang (Weil ich nun soll von dannen) zu vier Stimmen, Coburg: Kaspar Bertsch (Beerdigungsmotette)
- Lodovico Grossi da Viadana – 24 Credo a Canto fermo, Venedig
- Adam Gumpelzhaimer
  - Lustgaertlins … Erster Theil, (4. Ausgabe von 1591)
  - Lustgaertlins … Ander Theil, (2. Ausgabe von 1611)
  - Wirtzgaertlins Teütsch vnd Lateinischer Geistlicher Lieder, Erster Theil.
  - Neüe Teütsche Geistliche Lieder, (3. Ausgabe von 1591)
  - Wirtzgaertlins Teütsch vnd Lateinischer Geistlicher Lieder, Ander Theil
- Hans Leo Haßler – Litaney teütsch zu sieben Stimmen, Nürnberg: Balthasar Scherff (postum veröffentlicht)
- Giovanni Girolamo Kapsberger
  - zweites Buch der Villanelle zu ein, zwei und drei Stimmen mit Gitarrenbegleitung, Rom: Giovanni Battista Robletti
  - drittes Buch der Villanelle zu ein, zwei und drei Stimmen mit Begleitung, Rom
- Carlo Milanuzzi
  - Sacri rosarum flores zu zwei, drei und vier Stimmen, op. 1, Venedig: Giacomo Vincenti (Sammlung von Motetten)
  - Erstes Buch der Vesperpsalmen für zwei Stimmen und Orgel, op. 2, Venedig: Giacomo Vincenti
- Claudio Monteverdi – Concerto. Settimo libro di madrigali a 1.2.3.4. sei voci, con altri generi de canti di Claudio Monteverde Maestro di Capella della Serenissima Republica, Venedig: Bartolomeo Magni für Gardano
- Pietro Pace
  - Motetti a quatro, a cinque et a sei voci..., op. 18, Venedig: Giacomo Vincenti
  - achtes Buch der Motetten, op. 19, Venedig: Giacomo Vincenti
  - Psalmen zu acht Stimmen, op. 20, Venedig: Giacomo Vincenti
  - neuntes Buch der Motetten, op. 21, Venedig: Giacomo Vincenti
- Claudio Pari – Il lamento d'Ariana, viertes Buch der Madrigale zu fünf Stimmen, Palermo: Giovanni Battista Maringo
- Georg Patermann – Votum nuptiale, Rostock: Joachim Pedanus (zur Hochzeit von Conrad und Catharina Huswedel)
- Serafino Patta – Psalmi integri cum duobus canticis Beatae Mariae Virginis as Vesperas totius anni zu fünf Stimmen und Orgel, Venedig: Alessandro Gardano
- Jacopo Peri – Le varie musiche, Lieder zu eins bis drei Stimmen, Florenz 1609, erweitert 1619
- Francesco Rasi
  - The Seven-String Lyre
  - Libretto La Cetra di Sette Corde, Venedig
- Heinrich Schütz – Psalmen Davids, Dresden
- Johann Steffens – Buch mit weltlichen Madrigalen und Tanzliedern
- Jan Pieterszoon Sweelinck – Cantiones sacrae, Antwerpen (37 lateinischen Motetten für fünf Stimmen auf Texte der römisch-katholischen Liturgie)
- Thomas Vautor – The First Set: … Apt for Vyols or Voyces

## Musiktheater
- Francesca Caccini – La fiera

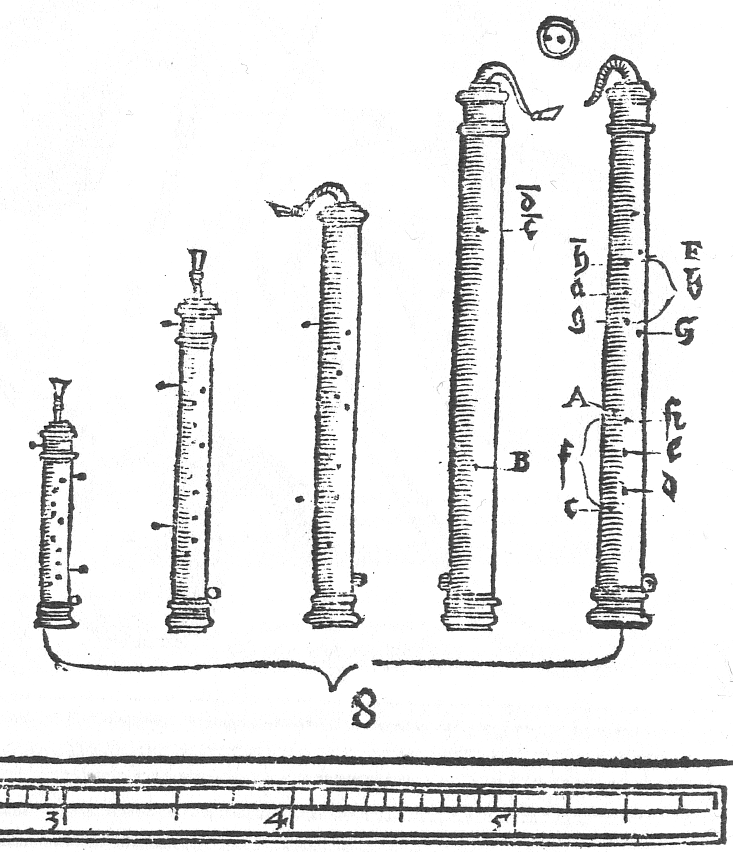
Sordun im Syntagma musicum, Band 2 (1619)
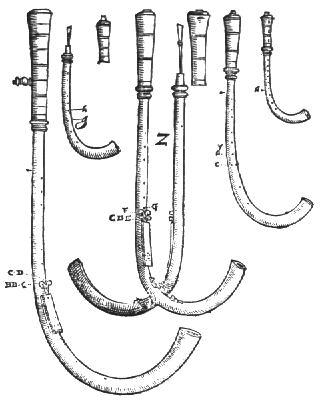
Krummhörner im Syntagma musicum, Band 2 (1619)
Rankett im Syntagma musicum, Band 2 (1619)
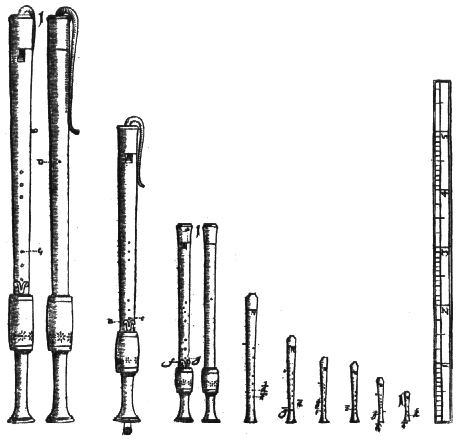
Blockflöten im Syntagma musicum, Band 2 (1619)
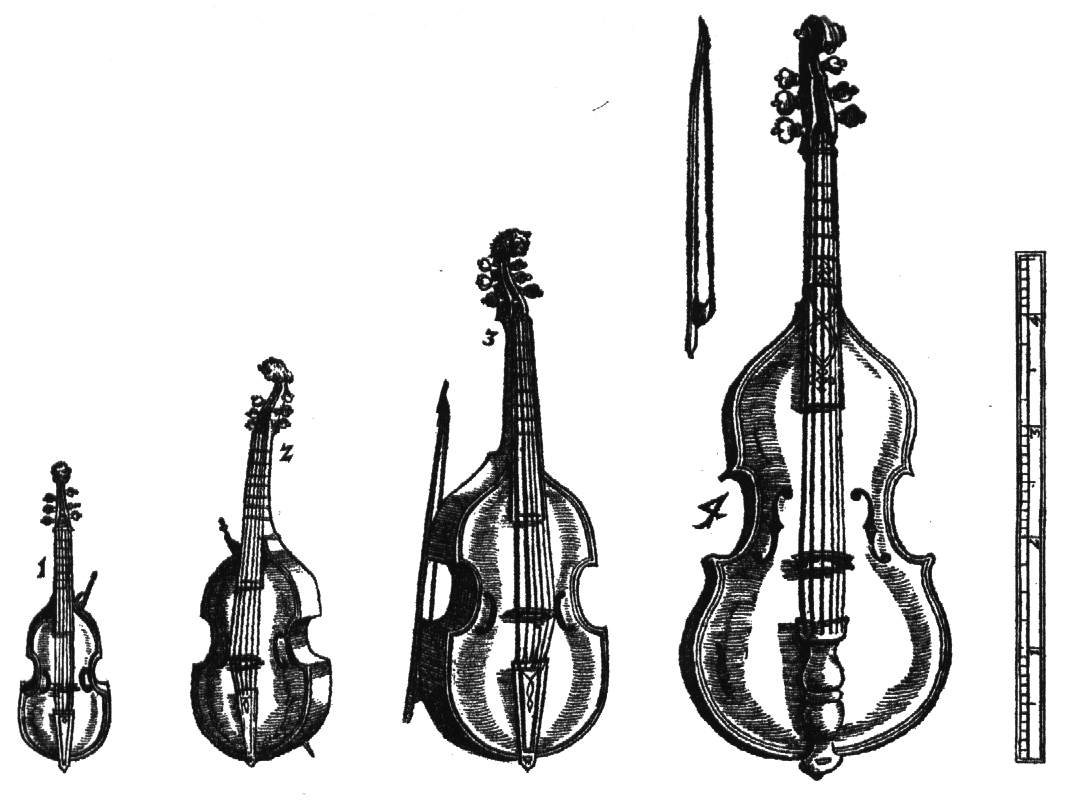
Viola da gamba im Syntagma musicum, Band 2 (1619)

## Musiktheoretische Schriften
- Michael Praetorius – Syntagma Musicum, Teil 3
- Ludovico Zacconi – Prattica di musica, Band 2, Venedig 1619 oder 1622

## Geboren

### Geburtsdatum gesichert

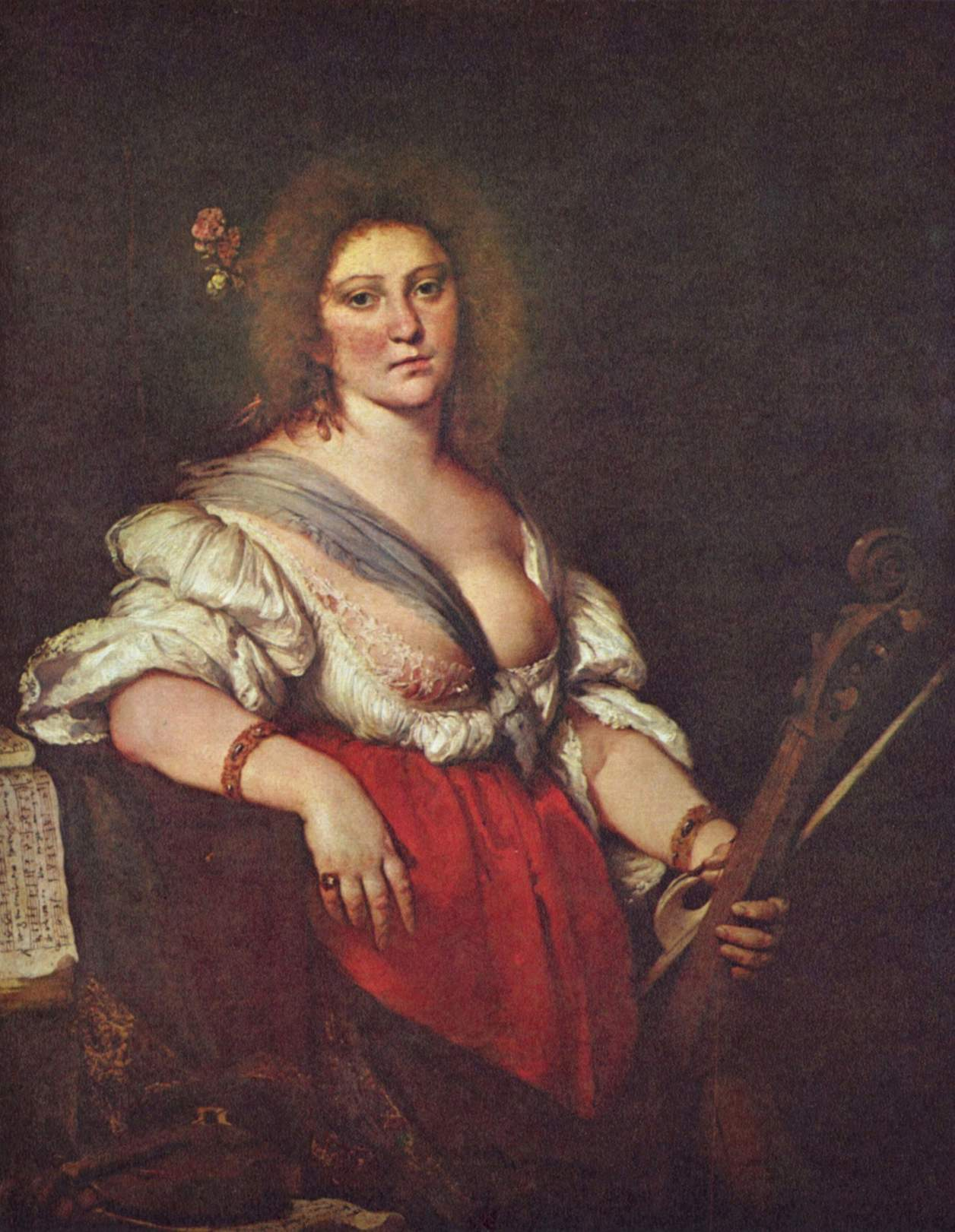
Barbara Strozzi; * 6. August

- 26. Februar: Giulio Cesare Arresti, italienischer Organist, Kapellmeister und Komponist († 1701)
- 06. August (getauft): Barbara Strozzi, italienische Sängerin (Sopran) und Komponistin († 1677)

### Geboren um 1619
- Anthoni van Noordt, niederländischer Organist und Komponist († 1675)
- Johann Rosenmüller, deutscher Komponist († 1684)
- Juan García de Zéspedes, mexikanischer Komponist, Sänger und Lehrer († 1678)

## Gestorben

### Todesdatum gesichert
- 29. Januar: Daniel Bacheler, englischer Barockkomponist und Lautenist (* 1572)
- 08. März: Veit Bach, deutscher Musiker, musikalischer Urahn der deutschen Musikerfamilie Bach (* um 1550)
- 06. September: Melchior Schramm, deutscher Organist und Komponist (* vor 1553)
- 23. Oktober (bestattet): Nicholas Yonge, englischer Sänger und Verleger (* um 1560)

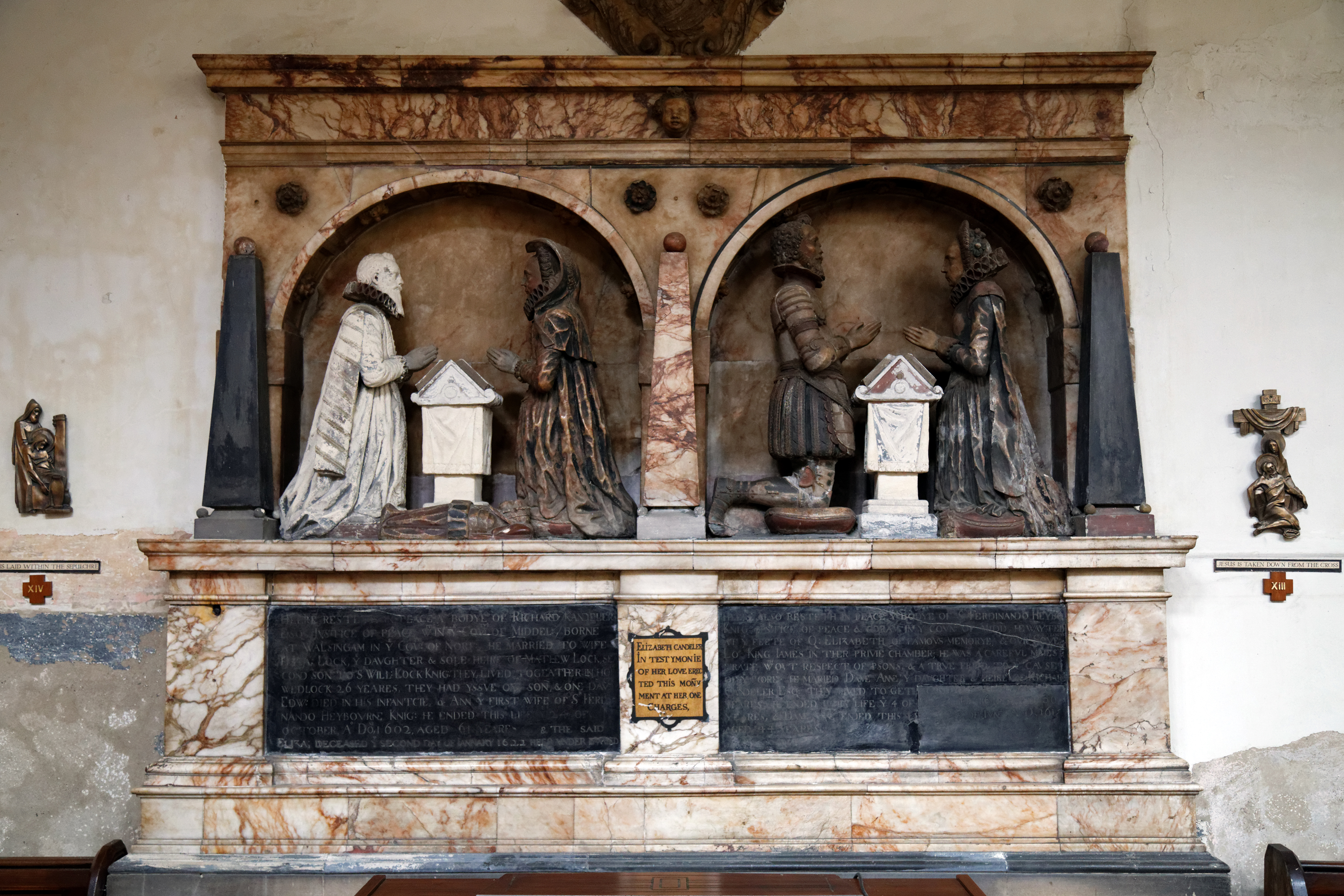
Ferdinando Heyborne Denkmal (rechts) in der All Hallows Church in Tottenham

### Genaues Todesdatum unbekannt
- Ferdinando Richardson, Pseudonym des englischen Edelmannes und Komponisten Ferdinand Heyborne (* um 1558)
- Francis Tregian, englischer Komponist (* um 1574)
- Giacomo Vincenti, italienischer Musikdrucker (* unbekannt)

### Gestorben um 1619
- Serafino Patta, italienischer Benediktiner, Komponist und Organist (* vor 1600)

### Gestorben nach 1619
- Wojciech Długoraj, polnischer Lautenist und Komponist (* um 1550)